# Distretto di Žargalant (Arhangaj)
Il distretto di Žargalant è uno dei diciannove distretti (sum) in cui è suddivisa la provincia dell'Arhangaj, in Mongolia. Conta una popolazione di 4.111 abitanti (censimento 2009).